# Danas mineralklassifikationssystem
Danas mineralklassificeringssystem är baserat på sammanställningen i boken System of Mineralogy (1837) av J. D. Dana. Det systemet blev ett standardverk och har utvecklats och reviderats i flera nya utgåvor. 8:e utgåvan är den nyaste versionen i serien och gavs ut under namnet Dana's New Mineralogy 1997.

## Skillnader mellan 7:e och 8:e utgåvan
I övergången mellan 7:e och 8:e utgåvan har man gjort om hela klassificeringssystemet. Istället för nio mineralklasser så har man splittrat upp vissa klasser efter kemisk sammansättning.
| Klasser i 7:e utgåvan                       | Klasser i 8:e utgåvan                        |
| ------------------------------------------- | -------------------------------------------- |
| I Grundämnen och legeringar                 | Klass 1                                      |
| II Sulfider                                 | Klass 2 och 3                                |
| III Oxider och Hydroxider                   | Klass 4, 5, 6, 7 och 8                       |
| IV Halider                                  | Klass 9, 10, 11 och 12                       |
| V Karbonater, nitrater och borater          | Klass 13, 14, 15, 16a, 16b och 17 Karbonater |
| V Karbonater, nitrater och borater          | Klass 18, 19 och 20 Nitrater                 |
| V Karbonater, nitrater och borater          | Klass 21, 22 och 23 Iodater                  |
| V Karbonater, nitrater och borater          | wdwadkadad                                   |
| VI Sulfater, Kromater, Molybdater           | Klass 28, 29, 30, 31 och 32 Sulfater         |
| VI Sulfater, Kromater, Molybdater           | Klass 33 Selenater och Tellurater            |
| VI Sulfater, Kromater, Molybdater           | Klass 34 Seleniter, Telluriter och Sulfiter  |
| VI Sulfater, Kromater, Molybdater           | Klass 35 och 36 Kromater                     |
| VII Fosfater, Arsenater, Vanadater          | Klass 37, 38, 39, 40, 41, 42 och 43 Fosfater |
| VII Fosfater, Arsenater, Vanadater          | Klass 44, 45 och 46 Antimonater              |
| VII Fosfater, Arsenater, Vanadater          | Klass 47 Vanadater och vanadiumoxysalter     |
| VII Fosfater, Arsenater, Vanadater          | Klass 48 och 49 Molybdater och Wolframater   |
| VIII Silikater, Nesosilikater               | Klass 51, 52, 53 och 54                      |
| VIII Silikater, Sorosilikater               | Klass 55, 56, 57 och 58                      |
| VIII Silikater, Cyklosilikater              | Klass 59, 60, 61, 62, 63 och 64              |
| VIII Silikater, Inosilikater                | Klass 65, 66, 67, 68, 69 och 70              |
| VIII Silikater, Phyllosilikater             | Klass 71, 72, 73 och 74                      |
| VIII Silikater, Tektosilikater              | Klass 75, 76 och 77                          |
| VIII Silikater, ej klassificerade silikater | Klass 78                                     |
| IX Organiska mineral                        | Klass 50                                     |